# Bezirksamt Offenburg

Lage der Bezirksämter in Baden im Jahr 1890

Das Bezirksamt Offenburg, vor 1864 Oberamt Offenburg, war eine von 1813 bis 1939 bestehende Verwaltungseinheit im Land Baden.

## Geographie
Das Gebiet des Bezirksamtes setzte sich landschaftlich aus drei unterschiedlichen Teilen zusammen: einem flachen, in der Oberrheinischen Tiefebene gelegenen Westen, der in einem schmalen Streifen bis an den Rhein reichte, einem bergigen Osten im mittleren Schwarzwald, der durch das Tal der Kinzig geteilt wurde. Zwischen beiden verlief in nord-südlicher Richtung eine hügelige Übergangszone, die nördlich der Kinzig zu den Ortenau-Bühler Vorbergen, südlich davon zu den Lahr-Emmendinger Vorbergen zählt. Bei einer 1936 erfolgten Erweiterung kam noch das ebenfalls im Schwarzwald gelegene Tal des Oberlaufs der Rench dazu.

## Geschichte

### Historischer Hintergrund
Zu Zeiten des Heiligen Römischen Reiches hatten sich nach dem Untergang der Staufer im hohen Mittelalter in der im Südwesten des heutigen Baden-Württembergs gelegenen Ortenau zersplitterte Machtverhältnisse entwickelt, an denen mehrere mittelgroße Herrschaftsgebiete Anteil hatten. Der Hauptort Offenburg hatte den Status einer Freien Reichsstadt inne. Das nähere Umfeld teilte sich in reichsritterschaftliche sowie das Gebiet der Landvogtei Ortenau. 1274 von König Rudolf von Habsburg ins Leben gerufen, war sie, nach mehrfacher Verpfändung, seit 1771 wieder in habsburgischer Hand. Sie bestand aus rund 30 Orten, die sich mehreren Teilen gruppierten und, als Teil Vorderösterreichs, in die drei, als Gericht titulierten Untereinheiten Appenweier Griesheim und Ortenberg gegliedert waren.

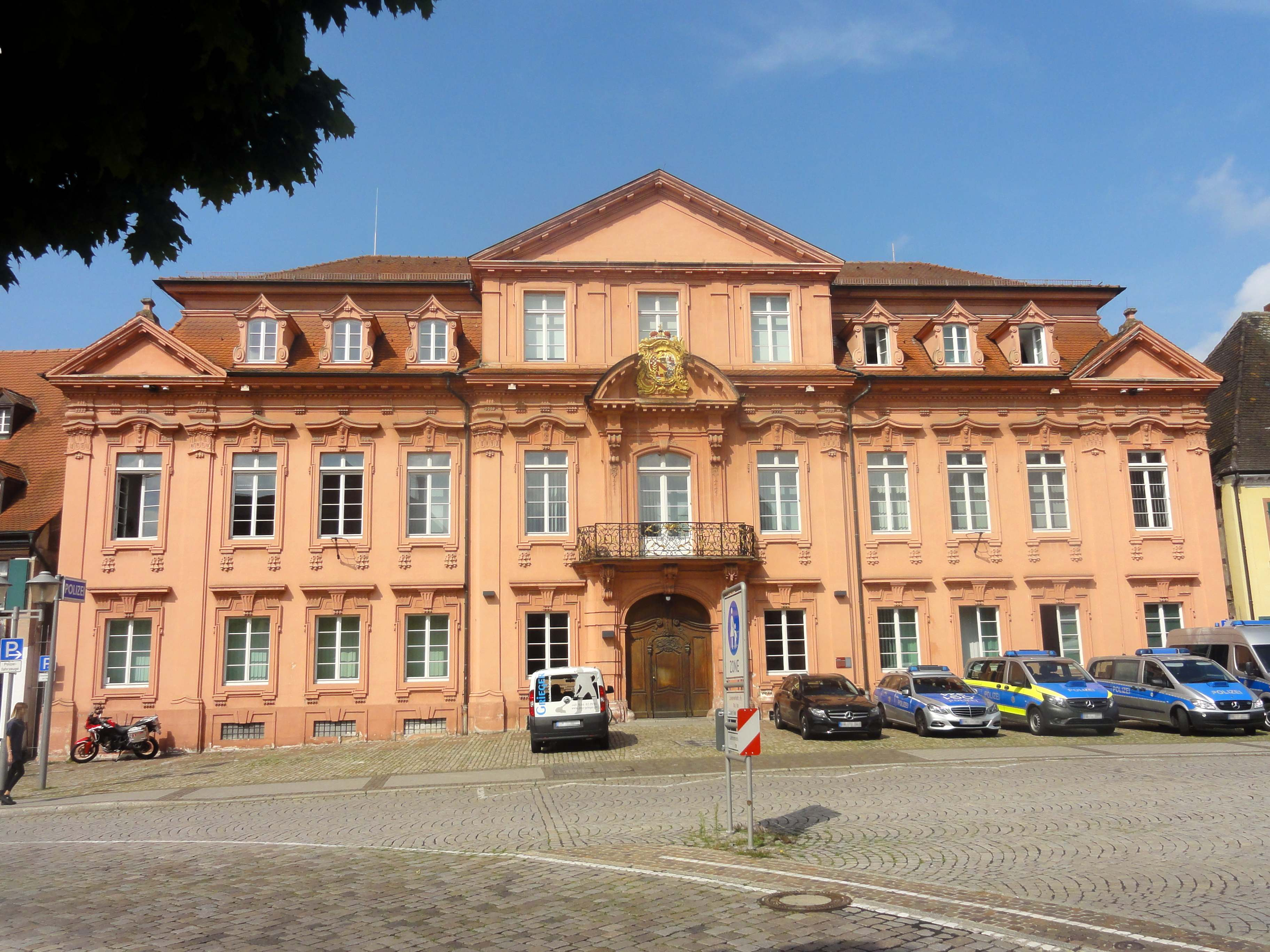
Der Königshof in Offenburg

Anfang des 19. Jahrhunderts fand in der Ortenau eine politische Flurbereinigung statt. Offenburg fiel, in Umsetzung des Reichsdeputationshauptschlusses von 1803, unter die badische Landeshoheit. Dessen Regierung ordnete die Stadt, wegen der vergleichbaren Strukturen, zunächst der getrennt östlich gelegenen Obervogtei Gengenbach zu, die hauptsächlich aus weiteren ehemals reichsfreien Gebieten zusammengesetzt worden war. Nach dem Preßburger Frieden 1805 und der Verabschiedung der Rheinbundakte 1806 waren mit dem kurzlebigen Herzogtum Modena-Breisgau, das auch die ehemals vorderösterreichischen Besitzungen der Ortenau umfasste, und den reichsritterschaftlichen Orten das Umfeld der Stadt ebenfalls an Baden gefallen. Daher wurde Offenburg 1807 von Gengenbach abgetrennt und Sitz des Oberamtes Offenburg, in dem die Stadt, die drei vorderösterreichischen Gerichte und das kleine, altbadische Amt Staufenberg zusammenfasst wurden. In Umsetzung des Novemberedikts von 1809 war für Anfang 1810 die Aufteilung in ein Stadt- und erstes Landamt sowie ein zweites Landamt vorgesehen. Bereits kurz darauf wurde beschlossen, dass anstelle des Zweiten Landamtes das Amt Appenweier entstehen sollte, dem auch noch weitere Gebiete angeschlossen wurden. Den Rest bildete das Amt Offenburg.

### Seit der Gründung
Nachdem die Aufhebung der Patrimonialgerichtsbarkeit 1813 eine einheitliche Zuständigkeit der Verwaltungsbehörden ermöglicht hatte, wurde aus dem Amt das Bezirksamt Offenburg, dem zugleich die Funktion eines Kriminalamtes für die Bezirksämter Kork, Rheinbischofsheim, Appenweier und Oberkirch zugewiesen wurde. Sitz der Verwaltung blieb der sogenannte Königshof.
1819 wurde das Bezirksamt Appenweier aufgelöst, sein Südwesten kam wieder zurück zu Offenburg. Im Zuge der Trennung der Rechtsprechung von der Verwaltung 1857 wurde Offenburg Sitz eines Amtsgerichts. Größere Gebietszuwächse konnte das Bezirksamt Offenburg bei der Auflösung des Bezirksamtes Gengenbach 1872 und des Bezirksamtes Oberkirch 1936 verzeichnen. Außerdem kam es gelegentlich zu Neuzuweisungen einzelner Gemeinden.
Mit Inkrafttreten der Landkreisordnung vom 24. Juni 1939 entstand aus dem Bezirksamt der Landkreis Offenburg.

## Orte und Einwohnerzahlen

### 1814
Bei der Errichtung des Bezirksamtes 1813 wurden vom bisherigen Amt Offenburg Marlen, Goldscheuer und Kittersburg an Kork abgegeben, dafür kamen vom Amt Lahr Oberschopfheim und Diersburg sowie vom aufgehobenen Amt Mahlberg Ichenheim, der Ottenweierhof, Dundenheim und Altenheim hinzu.
1814 wird für das Gebiet des Bezirksamtes von 18.192 Einwohnern berichtet, die sich auf folgende Orte verteilten:
| Gemeinde                    | Einwohnerzahl |
| --------------------------- | ------------- |
| Altenheim                   | 1.329         |
| Bohlsbach                   | 556           |
| Bühl                        | 293           |
| Diersburg                   | 837           |
| Dundenheim                  | 627           |
| Elgersweier                 | 467           |
| Fessenbach¹                 | 470           |
| Griesheim                   | 689           |
| Hofweier                    | 998           |
| Ichenheim²                  | 1.056         |
| Müllen                      | 154           |
| Niederschopfheim            | 1.103         |
| Oberschopfheim              | 910           |
| Offenburg                   | 2.880         |
| Ortenberg                   | 1.001         |
| Riedle                      | 394           |
| Rohrburger Hof              | 38            |
| Schutterwald³               | 1.413         |
| Ober- und Unterrammersweier | 701           |
| Waltersweier                | 349           |
| Weier                       | 320           |
| Weierbach                   | 455           |
| Zell                        | 456           |
| Zunsweier                   | 696           |

¹ davon 114 in Rießhof und Albersbach
² davon 34 im Ottenweierhof
³ davon 968 im landesherrschaftlichen Anteil, 369 im frankensteinischen Anteil und 76 im geroldseckischen Anteil

### 1834
1824 wechselten Dundenheim, Ichenheim und der Ottenweierhof zum Bezirksamt Lahr. 1834 wurde von 28.682 Menschen berichtet, die im Gebiet des Oberamtes lebten. Sie verteilten sich auf diese 24 Gemeinden:
| Gemeinde         | Einwohnerzahl |
| ---------------- | ------------- |
| Appenweier       | 1.325         |
| Altenheim        | 1.565         |
| Offenburg        | 3.522         |
| Bohlsbach        | 765           |
| Bühl             | 282           |
| Diersburg        | 1.128         |
| Durbach          | 2.554         |
| Ebersweier       | 570           |
| Elgersweier      | 614           |
| Fesenbach        | 550           |
| Griesheim        | 842           |
| Hofweier         | 1.116         |
| Marlen           | 1.746         |
| Müllen           | 141           |
| Niederschopfheim | 1.330         |
| Ortenberg        | 1.355         |
| Rammersweier     | 878           |
| Schutterwald     | 1.733         |
| Urloffen         | 2.178         |
| Waltersweier     | 400           |
| Weyer            | 380           |
| Windschläg       | 848           |
| Zell             | 1.477         |
| Zunsweyer        | 1.393         |

### 1864
Bei der Volkszählung im Dezember 1864 wurden 32.398 Einwohner in nach wie vor 24 Gemeinden festgestellt:
| Gemeinde         | Einwohnerzahl |
| ---------------- | ------------- |
| Appenweier       | 1.494         |
| Altenheim        | 2.120         |
| Offenburg        | 5.196         |
| Bohlsbach        | 650           |
| Bühl             | 348           |
| Diersburg        | 1.113         |
| Durbach          | 2.688         |
| Ebersweier       | 518           |
| Elgersweier      | 814           |
| Fesenbach        | 566           |
| Griesheim        | 782           |
| Hofweier         | 1.208         |
| Marlen           | 2.243         |
| Müllen           | 154           |
| Niederschopfheim | 1.270         |
| Ortenberg        | 1.323         |
| Rammersweier     | 847           |
| Schutterwald     | 2.060         |
| Urloffen         | 2.172         |
| Waltersweier     | 546           |
| Weyer            | 402           |
| Windschläg       | 823           |
| Zell             | 1.558         |
| Zunsweyer        | 1.503         |

### 1913

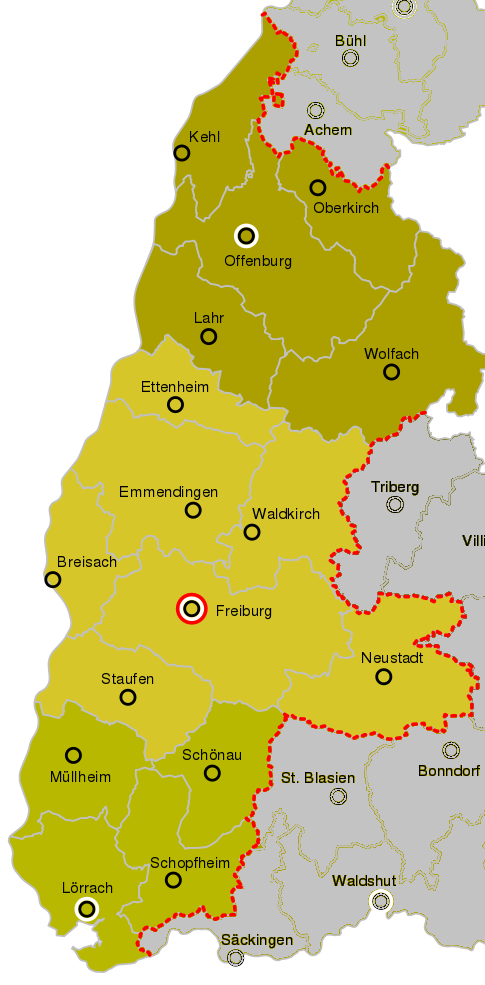
Offenburg und benachbarte Bezirksämter mit Stand 1890.

Im August 1871 wurde die Gemeinde Nesselried neu gegründet. Mit der Zuordnung des Bezirksamt Gengenbach kamen 13 Gemeinden hinzu.
1913 wurde für den Amtsbezirk von 65.800 Einwohnern berichtet, die sich somit auf 38 Gemeinden verteilten:
| Gemeinde            | Einwohnerzahl |
| ------------------- | ------------- |
| Appenweier          | 1.881         |
| Altenheim           | 2.648         |
| Offenburg           | 16.848        |
| Bohlsbach           | 848           |
| Bühl                | 407           |
| Diersburg           | 1.057         |
| Durbach             | 2.275         |
| Ebersweier          | 542           |
| Elgersweier         | 1.097         |
| Fessenbach          | 619           |
| Griesheim           | 782           |
| Hofweier            | 1.484         |
| Marlen              | 2.211         |
| Müllen              | 135           |
| Nesselried          | 667           |
| Niederschopfheim    | 1.471         |
| Nordrach            | 1.649         |
| Oberentersbach      | 202           |
| Oberharmersbach     | 1.991         |
| Ohlsbach            | 1.131         |
| Ortenberg           | 1.491         |
| Rammersweier        | 1.026         |
| Reichenbach         | 1.002         |
| Schutterwald        | 2.761         |
| Schwaibach          | 445           |
| Unterentersbach     | 428           |
| Unterharmersbach    | 1.597         |
| Urloffen            | 2.615         |
| Waltersweier        | 565           |
| Weier               | 554           |
| Windschläg          | 1.020         |
| Zell-Weierbach      | 1.737         |
| Zunsweyer           | 1.393         |
| Gengenbach          | 3.226         |
| Berghaupten         | 1.106         |
| Bermersbach         | 1.064         |
| Biberach            | 1.508         |
| Zell am Harmersbach | 1.997         |
| Fabrik Nordrach¹    | 185           |

¹ Zusätzlich, als Abgesonderte Gemarkung mit eigener polizeilicher Verwaltung.

### 1939
Mit dem Gesetz über die Neueinteilung der inneren Verwaltung wurde das Bezirksamt Oberkirch mit 20 Gemeinden am 1. Oktober 1936 aufgelöst und Offenburg zugeteilt. Zugleich wurden abgetreten: Altenheim, Appenweier, Marlen, Müllen und Urloffen an das Bezirksamt Kehl sowie Nordrach, Oberentersbach, Oberharmersbach, Unterentersbach, Unterharmersbach und Zell am Harmersbach an das Bezirksamt Wolfach. Dorthin wechselte am 1. April 1939 noch Biberach.
Zum Zeitpunkt der Umwandlung in den Landkreis Offenburg im Juni 1939 umfasste das Gebiet des Bezirksamts 47 Städte und Gemeinden, Einwohnerzahlen laut Volkszählung im Mai 1939:
| Gemeinde         | Einwohnerzahl |
| ---------------- | ------------- |
| Berghaupten      | 1.235         |
| Bermersbach      | 1.202         |
| Bohlsbach        | 1.178         |
| Bottenau         | 563           |
| Bühl             | 488           |
| Butschbach       | 366           |
| Diersburg        | 1.058         |
| Dundenheim       | 1.106         |
| Durbach          | 2.120         |
| Ebersweier       | 575           |
| Elgersweier      | 1.181         |
| Erlach           | 511           |
| Fessenbach       | 658           |
| Gengenbach       | 3.608         |
| Bad Griesbach    | 845           |
| Griesheim        | 784           |
| Haslach          | 445           |
| Hofweier         | 1.820         |
| Ibach            | 690           |
| Lautenbach       | 1.521         |
| Lierbach         | 367           |
| Maisach          | 354           |
| Nesselried       | 700           |
| Niederschopfheim | 1.609         |
| Nußbach          | 899           |
| Oberkirch        | 5.382         |
| Ödsbach          | 891           |
| Offenburg        | 19.200        |
| Ohlsbach         | 1.253         |
| Oppenau          | 2.149         |
| Ortenberg        | 1.907         |
| Bad Peterstal    | 1.724         |
| Rammersweier     | 1.297         |
| Ramsbach         | 533           |
| Reichenbach      | 1.002         |
| Ringelbach       | 239           |
| Schutterwald     | 3.292         |
| Schwaibach       | 423           |
| Stadelhofen      | 658           |
| Tiergarten       | 660           |
| Ulm              | 1.304         |
| Waltersweier     | 524           |
| Weier            | 590           |
| Windschläg       | 1.101         |
| Zell-Weierbach   | 1.968         |
| Zunsweier        | 1.962         |
| Zusenhofen       | 847           |

### Gemeindefreie Gebiete
Im Bereich des Bezirksamtes lag eine Reihe von gemeindefreien Gebiete, die in Baden als Abgesonderte Gemarkung bezeichnet wurden. 1885 waren es:
| Gebiet              | Einwohnerzahl |
| ------------------- | ------------- |
| Eschau              | 2             |
| Rohrburg            | 11            |
| Straßburg (Südteil) | 7             |
| Gottswald           | unbewohnt     |
| Plobsheim           | unbewohnt     |

Das hier, mit 129 Bewohnern, ebenfalls genannte Fabrik Nordrach hatte als Abgesonderte Gemarkung mit eigener polizeilicher Verwaltung den Status einer teilselbständigen Gemeinde inne.
1913 waren noch Rohrburg und Gottswald vorhanden. In der Badischen Gemeindeordnung von 1921 war die Auflösung der abgesonderten Gemarkungen festgelegt worden. Daher verschwanden auch sie in den nachfolgenden Jahren.

## Übergeordnete Behörden
Im Rahmen der Verwaltungsgliederung des Landes übergeordnete Behörden waren
- 1810 bis 1832 der Kinzigkreis
- 1832 bis 1864 der Mittelrheinkreis
- 1864 bis 1866 der Landeskommissärbezirk Karlsruhe, zugleich wurden seine Gemeinden dem Kreisverband Offenburg zugeordnet.
- ab 1866 der Landeskommissärbezirk Freiburg

## Leiter der Verwaltung
Die Leitung der Verwaltung, mit unterschiedlichen Titeln und später Landrat, hatten inne:
- 1813–1814: Franz Michael Heinrich Stuber
- 1814–1819: Josef von Sensburg
- 1819–1823: Franz Molitor
- 1823–1825: Carl Beeck
- 1825–1832: Philipp Jakob Orff
- 1832: Joseph Rüttinger
- 1833–1844: Franz Kern
- 1844–1848: Philipp Lichtenauer
- 1848–1849: August Teuffel von Birkensee
- 1849–1863: Hermann von Faber
- 1863–1874: Eduard Montford
- 1874–1877: Maximilian Stoesser
- 1877–1886: Karl Heinrich Baader
- 1886–1890: Anton Rasina
- 1890–1896: Adolf Föhrenbach
- 1896–1899: Ernst Müller
- 1899–1903: Ernst Behr
- 1903: Otmar Schellenberg
- 1904–1908: Emil Nußbaum
- 1908–1912: Otto von Senger
- 1912–1919: Karl Steiner
- 1919–1924: Paul Schwoerer
- 1924–1930: Wilhelm Engler
- 1931–1934: Joseph Roth
- 1934–1945: Kurt Sander

## Weitere Entwicklung
Der Landkreis Offenburg wurde Anfang 1973 aufgelöst und Teil des Ortenaukreises.